# 韋塞勒灣
62°10′S 58°9′W / 62.167°S 58.150°W
韋塞勒灣（Wesele Cove），是南極洲的海灣，位於南設得蘭群島的喬治王島南岸，在1980年由波蘭探險隊以該國劇作家命名，現時由南極條約體系管理。